# Archivo de Smolensk

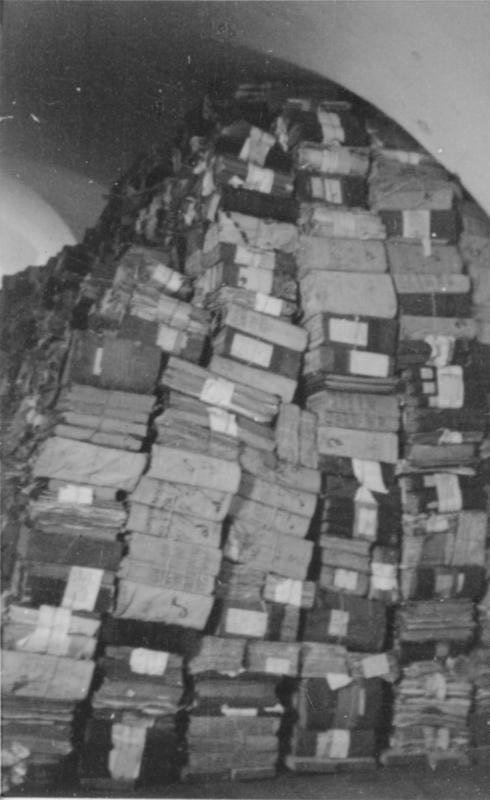
Archivos de Smolensk.￼Ayuda

El Archivo de Smolensk es el nombre dado a los archivos del Comité del Partido Comunista de la Unión Soviética del óblast de Smolensk que fueron capturados intactos por el ejército de la Alemania nazi cuando conquistó la ciudad de Smolensk en 1941 y que fue trasladado a Alemania.
En verano y otoño de 1941, y de nuevo en el verano de 1942 durante el avance de las tropas alemanas, las autoridades locales trataron de evacuar los archivos al este, y la gran mayoría de los archivos locales se movieron a gran costo. Las tropas alemanas entraron en Smolensk el 15 de julio de 1941 y como resultado, el archivo fue capturado por los alemanes e hicieron propaganda a raíz de él publicando los documentos sobre la represión. En mayo de 1943, el archivo fue llevado por los alemanes de Smolensk a Vilna, entonces en Polonia, donde fue aislado de muchos otros materiales llevados a Alemania. La parte restante de los documentos en Polonia fue encontrada por las tropas soviéticas en febrero de 1945 en la zona de la estación de tren de Pszczyna y devuelta a Smolensk. 
Pronto los documentos llegaron a ser conocidos por la Oficina de Servicios Estratégicos de Estados Unidos (el precursor de la CIA). Después de eso, los documentos fueron trasladados a un hangar subterráneo. Un grupo de soviéticos estadounidenses estudió el inventario y algunos documentos originales y concluyó que contienen información muy valiosa. En 1958, el gobierno de Estados Unidos ofreció devolver materiales de archivo a la Unión Soviética, pero en respuesta, las autoridades soviéticas afirmaron que era una falsificación inventada por la CIA. 
Los documentos de archivo estuvieron disponibles para ser utilizados por estudiosos estadounidenses y otros académicos occidentales que no podían acceder a los archivos del partido o de la KGB en la Unión Soviética. El primer historiador que hizo uso de los materiales de Smolensk fue el profesor de la Universidad de Harvard Merle Fainsod, que publicó Smolensk under Soviet Rule en 1958 basado en el archivo. Los documentos de archivo también se utilizaron en los escritos de Richard Pipes sobre la temprana historia soviética y Robert Conquest en su famoso libro The Great Terror.
Desde 1963, las autoridades soviéticas comenzaron a intentar adquirir el archivo, pero no se hizo un reconocimiento público de su autenticidad. Sólo en 1991, las autoridades rusas reconocieron y anunciaron públicamente que los Estados Unidos tenían en su poder un verdadero archivo y que Rusia tenía la intención de pedir su devolución. Las negociaciones sobre la posible transferencia comenzaron en 1992. Sin embargo, las autoridades estadounidenses trataron de vincular la devolución del archivo con la devolución del movimiento jasídico Jabad-Lubavitch de la llamada "biblioteca Schneerson". Como resultado, el archivo fue devuelto a Rusia sólo a finales de 2002.